# ジョアン・バルボーザ・ロドリゲス

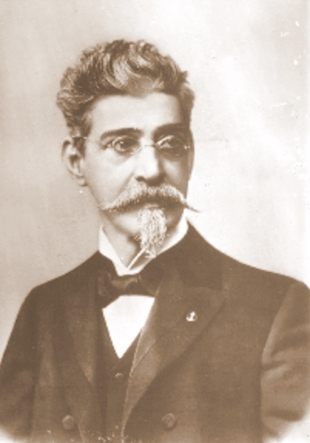
J. Barbosa Rodrigues 1842 - 1909

ジョアン・バルボーザ・ロドリゲス（João Barbosa Rodrigues、1842年6月22日 - 1909年3月6日）は、ブラジルの植物学者、エンジニアである。
サンゴンサロ・ド・サプカイで生まれ、ミナスジェライス州のカンパニャ（Campanha）で育った。 1858年に家族とともにリオデジャネイロに移った。商人になったが、自然への興味を持ち、昆虫や植物を集めた。図画の教師となり、植物学者フレイレ・アレマン（Francisco Freire Allemão e Cysneiro）の指導で植物学を学んだ。1872年から1975年まで行われた科学調査でアマゾンの密林を調査した。その後ブラジルの皇女イザベル・ド・ブラジルの援助で、マナウスに植物園を作り、園長となった。1890年にリオデジャネイロ植物園の園長となり、没するまでその職を務めた。多くの植物書を書いたが、主著はランに関する『新しいランの属と種』2巻（"Genera et species orchidearum novarum" (1877/1881)）である。